# Бунин, Станислав Станиславович
Станислав Станиславович Бунин (род. 25 сентября 1966[…], Москва) — советский и японский пианист, музыкальный педагог. Внебрачный сын Станислава Нейгауза, внук Генриха Нейгауза.

## Биография
Родился 25 сентября 1966 года в Москве.
Окончил Московскую консерваторию (1988) по классу Сергея Доренского.
В 1983 году выиграл Международный конкурс имени Лонг и Тибо в Париже, в 1985 г. стал победителем Международного конкурса имени Шопена в Варшаве (удостоен также специальных премий за исполнение полонеза и за исполнение фортепианного концерта). Входивший в жюри этого конкурса Лев Власенко отмечал:
Он интерпретирует Шопена чрезвычайно индивидуально, по-своему, но так убеждённо, что даже если вы не согласны с этим подходом, то невольно подчиняетесь силе его артистического воздействия. Пианизм Бунина безупречен, все концепции творчески продуманы до мельчайших деталей. <…> Если сравнить Бунина с победителями предыдущих конкурсов имени Шопена, то, мне думается, по своему художественному облику он ближе всего к Марте Аргерих именно очень личностным отношением к исполняемой музыке.
В 1988 году эмигрировал из СССР, непродолжительное время жил в Германии, с начала 1990-х годов живёт и работает в Японии, занимается преподавательской деятельностью, одновременно продолжая концертировать по всему миру — в частности, в Польше.
В 1997 году стал первым исполнителем новонайденной фортепианной прелюдии до диез минор Кароля Шимановского (которому по линии отца приходится родственником).
В 2001 году дал в Варшаве концерт из произведений Фридерика Шопена по случаю столетия Варшавской филармонии.